# Bob Peak
Compléments
My Fair Lady, Star Trek, Apocalypse Now
Bob Peak (1927-1992) est un illustrateur américain, il est connu pour les affiches de My Fair Lady ou d'Apocalypse Now parmi une centaine d'autres pour le cinéma. S'il est principalement reconnu comme affichiste, il est défini avant tout comme un « illustrateur commercial » par l'omniprésence de ses publicités dans les années 1960 ; il est également et notablement illustrateur pour la mode masculine.

## Biographie
Il naît en 1927 au Colorado. Il étudie la géologie à l'Université d'État de Wichita. Après un éphémère passage par la marine durant la guerre de Corée, il poursuit en 1950 des études au Art Center College of Design à Pasadena et au Art Students League of New York, puis s'installe dans cette même ville avec femme et enfants. Il entre dans le studio Fredman-Chaite spécialisé en illustration pour la presse ou la publicité.
La campagne de publicité pour Old Hickory Whisky de 1958 marque un tournant dans sa carrière, il devient un artiste de premier plan, gagnant alors, d'après ses dires, « trente ou quarante mille dollars par an ». Il réalise les campagnes de 7up, Trans World Airlines ou Columbia et se voit publier des magazines phares de l'époque. Il est donc très présent de la fin des années 1950 aux années 1960 dans le « paysage visuel américain », contribuant sur des timbres postaux, des affiches de films, des publicités, dans les magazines. Il assume d'ailleurs totalement le rôle d'« Illustrateur commercial ». En parallèle, il dessine beaucoup d'illustration de mode masculine, travaillant notablement pour Puritan Sportswear (une trentaine de publicité certaines années) et le chapelier Dobbs. En 1961, il est récompensé comme « Artiste de l'année » par l'Artist Guild de New York. Dans les années 1960, son style coloré est à son apogée et on archétype de l'homme reste en phase avec ces années-là. Vers la fin de la décennie, il se tourne plus particulièrement vers les affiches de films, activité lucrative, reléguant la mode au second plan, voire l'abandonnant. Par la suite, variant sa technique par l'usage de l’aérographe, il s'oriente vars les affiches pour la science-fiction. Il meurt en 1992 après avoir réalisé une centaine d'affiches de cinéma.

## Illustrations
- TV Guide
- Time (magazine) (plus de 40 couvertures)
- Sports Illustrated
- Publicités Marlboro, Pepsi, Sabena, Samsonite, Ford…
- couverture du disque de John Barry
- timbres des Jeux olympiques d'été de 1984 & Jeux olympiques d'hiver de 1984

### Affiches de cinéma
- 1964 : My Fair Lady de George Cukor
- 1965 : Le Liquidateur (The Liquidator) de Jack Cardiff
- 1966 : Le Gentleman de Londres (Kaleidoscope) de Jack Smight
- 1966 : Modesty Blaise de Joseph Losey
- 1967 : F comme Flint (In Like Flint) de Gordon Douglas
- 1967 : Camelot de Joshua Logan
- 1967 : Opération frère cadet (OK Connery) d'Alberto De Martino
- 1967 : Millie (Thoroughly Modern Millie) de George Roy Hill
- 1967 : Le Grand Meaulnes (version us The Wanderer) de Jean-Gabriel Albicocco *
- 1968 : Petulia de Richard Lester
- 1969 : Le Secret de Santa Vittoria (The Secret of Santa Vittoria) de Stanley Kramer
- 1969 : A Dream of Kings de Daniel Mann
- 1971 : Les Proies (The Beguiled) de Don Siegel
- 1972 : Toute la ville danse (The Great Waltz) d'Andrew L. Stone
- 1973 : Opération dragon (Enter the Dragon) de Robert Clouse
- 1974 : Mame de Gene Saks
- 1975 : Rollerball de Norman Jewison
- 1975 : Mahogany de Berry Gordy
- 1975 : The Yakuza de Sydney Pollack (autre version)
- 1977 : L'Espion qui m'aimait (The Spy Who Loved Me) de Lewis Gilbert
- 1977 : Equus de Sidney Lumet
- 1977 : L'Île des adieux (Islands in the Stream) de Franklin J. Schaffner
- 1976 : Missouri Breaks (The Missouri Breaks) d'Arthur Penn
- 1978 : Superman de Richard Donner
- 1978 : Doux, dur et dingue (Every Which Way But Loose) de James Fargo
- 1979 : Apocalypse Now de Francis Ford Coppola
- 1979 : Star Trek, le film (Star Trek: The Motion Picture) de Robert Wise
- 1979 : L'Étalon noir (The Black Stallion) de Carroll Ballard
- 1981 : Le Prince de New York (Prince of the City) de Sidney Lumet *
- 1981 : Excalibur de John Boorman
- 1981 : Sphinx de Franklin J. Schaffner
- 1981 : Tout l'or du ciel (Pennies from Heaven) de Herbert Ross
- 1982 : Star Trek 2 : La Colère de Khan (Star Trek II: The Wrath of Khan) de Nicholas Meyer
- 1982 : Dark Crystal (The Dark Crystal) de Jim Henson et Frank Oz *
- 1983 : La Foire des ténèbres (Something Wicked This Way Comes) de Jack Clayton
- 1985 : Silverado de Lawrence Kasdan
- 1985 : Pale Rider, le cavalier solitaire (Pale Rider) de Clint Eastwood
- 1985 : Star Trek 3 : À la recherche de Spock (Star Trek III: The Search for Spock) de Leonard Nimoy
- 1986 : Star Trek 4 : Retour sur Terre (Star Trek IV: The Voyage Home) de Leonard Nimoy
- 1989 : Star Trek 5 : L'Ultime Frontière (Star Trek V: The Final Frontier) de William Shatner
- 1990 : Étrange Séduction (The Comfort of Strangers) de Paul Schrader
- 1991 : Impromptu de James Lapine *

Note : * dans une autre version par Bob Peak